# Tsushima (Aichi)
Pour les articles homonymes, voir Tsushima.
Tsushima (津島市, Tsushima-shi) est une ville située dans la préfecture d'Aichi, sur l'île de Honshū, au Japon.

## Géographie

### Situation
Tsushima est située dans le nord-ouest de la préfecture d'Aichi dans la plaine de Nōbi. Elle est traversée par le fleuve Nikkō.

### Démographie
En octobre 2019, la population de la ville de Tsushima était de 62 407 habitants répartis sur une superficie de 25,09 km2.

## Histoire
Le village de Tsushima a été créé en 1871. Il devient un bourg le 1er avril 1889 et une ville le 1er mars 1947.

## Culture locale et patrimoine
- Tsushima-jinja

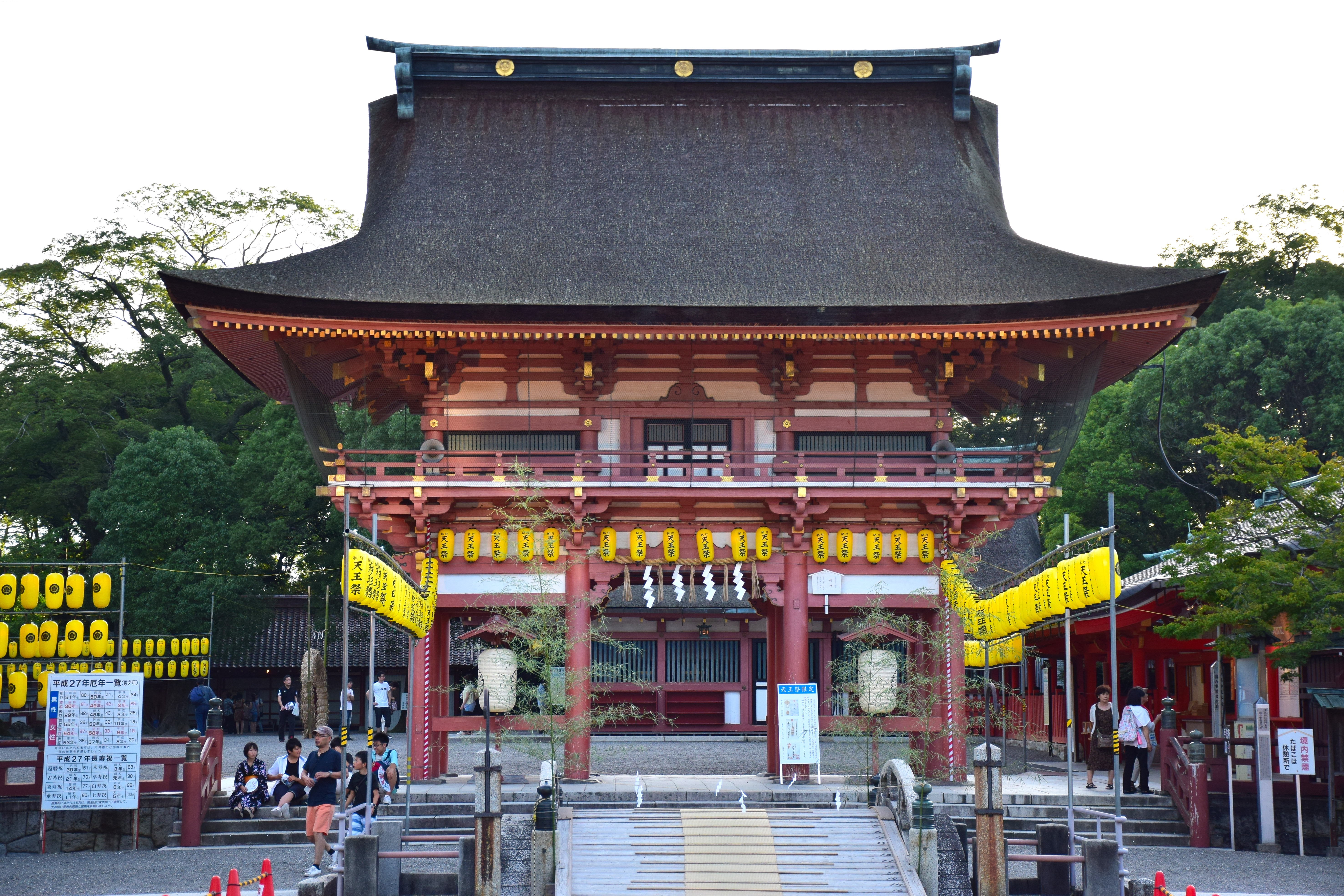
Rōmon du Tsushima-jinja.
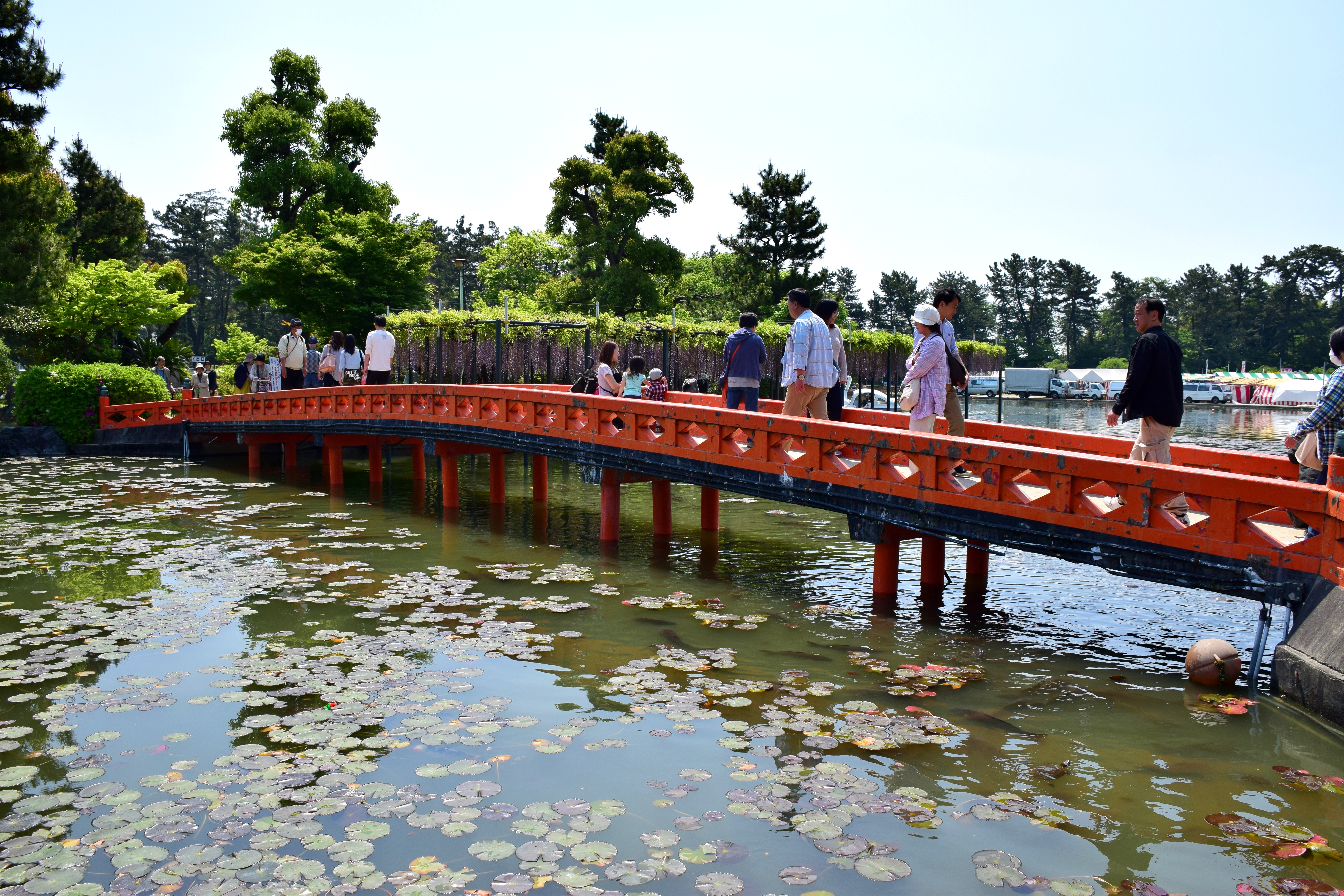
Parc Tennōgawa.
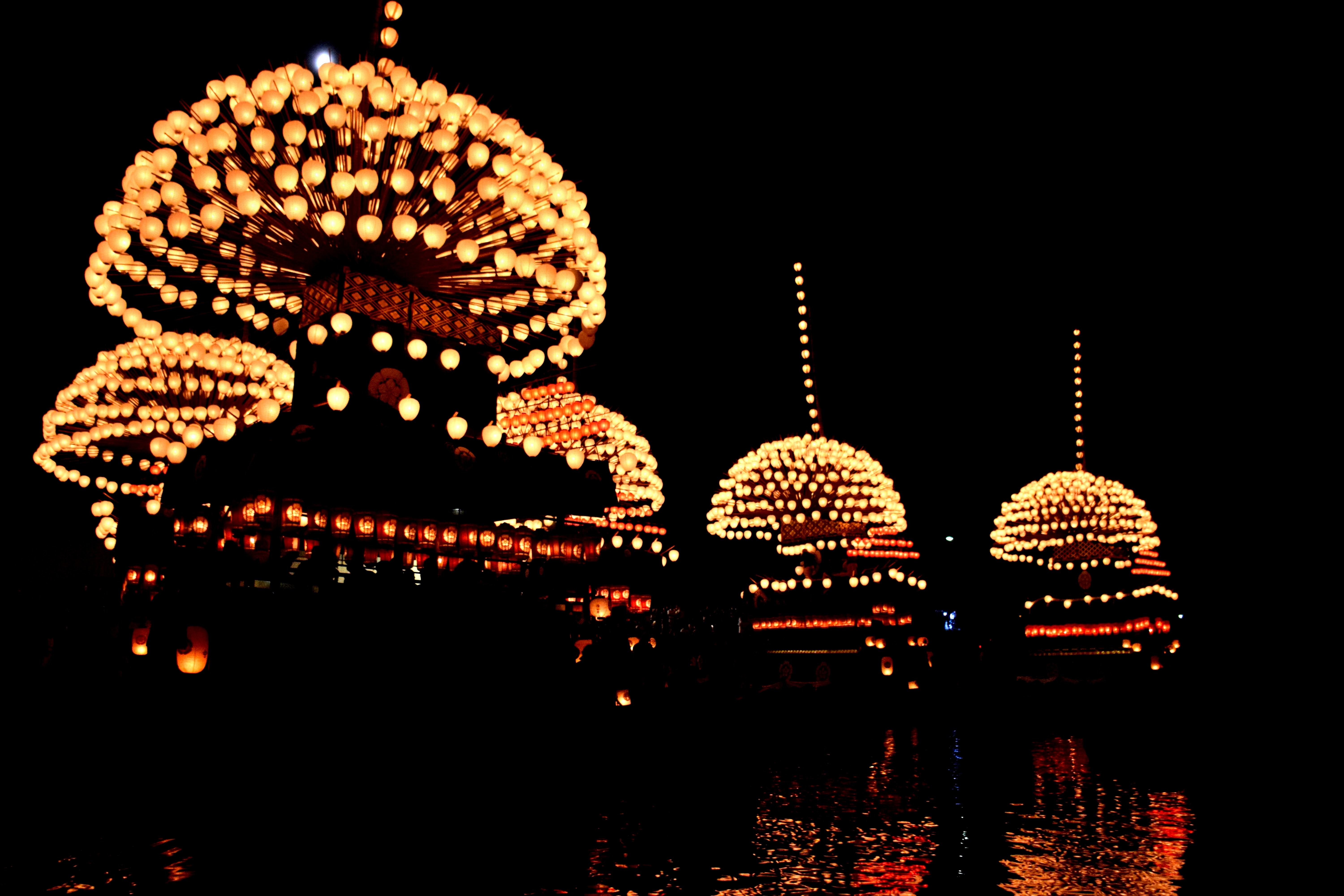
Fête traditionnelle : Owari Tsushima Tennōsai.

## Transports
Tsushima est desservie par les lignes Bisai et Tsushima de la compagnie Meitetsu. La gare de Tsushima est la principale gare de la ville.

## Jumelage
Tsushima est jumelée avec Hercules aux États-Unis.

## Personnalités liées à la ville
- Yonejirō Noguchi (1875-1947), poète
- Mitsuharu Kaneko (1895-1975), poète et peintre